# Psycho-Nics Oscar
Psycho-Nics Oscar (サイコニクスオスカー?), anche noto come Oscar, è un videogioco arcade sviluppato e distribuito da Data East nel 1987. Sparatutto a scorrimento con elementi platform, il titolo ha ispirato il videogioco europeo Turrican, pubblicato due anni dopo.

## Trama
Un superobot chiamato Oscar viene inviato in missione in un pianeta lontano colonizzato dalla razza umana, deve eliminare tutte le creature ostili.

## Modalità di gioco
L'azione si svolge su sei livelli, e il personaggio ha molte armi a disposizione come: laser, missili a ricerca automatica, lanciafiamme e granate.